# Hugo Horiot
Hugo Horiot (Dijon, 3 d'agost de 1982) és un escriptor, comediant i activista per la dignitat de les persones autistes. No-verbal durant la primera infància, és testimoni de la seva evolució com a persona amb autisme.
Autor de L'empereur, c'est moi (L'emperador, sóc jo, 2013), també és el fill de Françoise Lefèvre, autora dels llibres Surtout ne me dessine pas un mouton (Sobretot no em dibuixis una ovella, 1995) i Le Petit Prince Cannibale (El petit príncep caníbal, 1990) que explica la seva relació amb el seu fill. El març de 2018, va publicar l'assaig i manifest Autisme: j'accuse! (Autisme, jo acuso!, 2018).

## Biografia
Hugo Horiot va néixer amb el nom de Julien Hugo Horiot, però va canviar el seu nom als 6 anys per «matar en ell el dictador». Va pronunciar les seves primeres paraules a l'edat de sis anys, i l'any 2000 va ingressar al Teatre del dia d'Agen. Obté el 2013 el Prix Paroles de patients (Premi Paraules de pacients).
El març de 2017, en reacció a les declaracions de François Fillon sobre l'autisme, va proposar la seva candidatura a les eleccions presidencials com a candidat pel partit de la neurodiversitat, massa tard per esperar obtenir la quantitat de patrocinis necessaris. El seu eslògan era «un destí per a tots».

## Obres
- Coautor de Le handicap par ceux qui le vivent, Érès, 2009.
- L'empereur, c'est moi, L'Iconoclaste, 2013.
- Adaptació teatral de L'empereur, c'est moi, 2014.
- Carnets d'un imposteur, L'Iconoclaste, 2016.
- Autisme: j'accuse!, L'Iconoclaste, 2018.

## Filmografia
Hugo Horiot també ha aparegut en documentals com:
- 2014: Mon univers à part de Sophie Robert

## Distincions
- 2013 : Prix Paroles de patients per L'empereur, c'est moi.[9]